# پیکریل کلرید
پیکریل کلرید (به انگلیسی: Picryl chloride) با فرمول شیمیایی C6H2ClN3O6 یک ترکیب شیمیایی با شناسه پاب‌کم 82223 است. که جرم مولی آن ۲۴۷٫۵۵ گرم بر مول می‌باشد. 